# St.-Georgs-Kirche (Gebelzig)

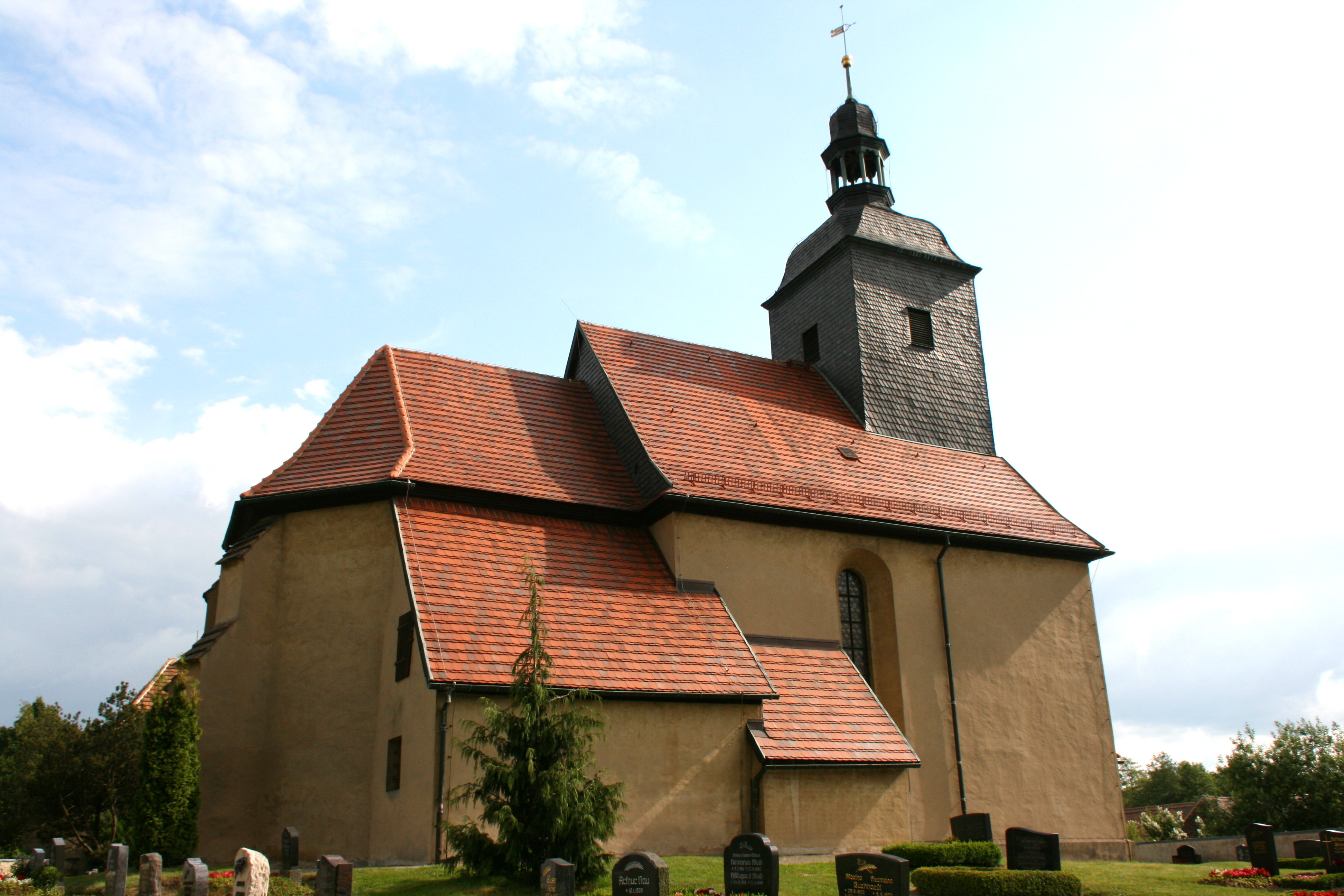
Kirche Gebelzig (2010)

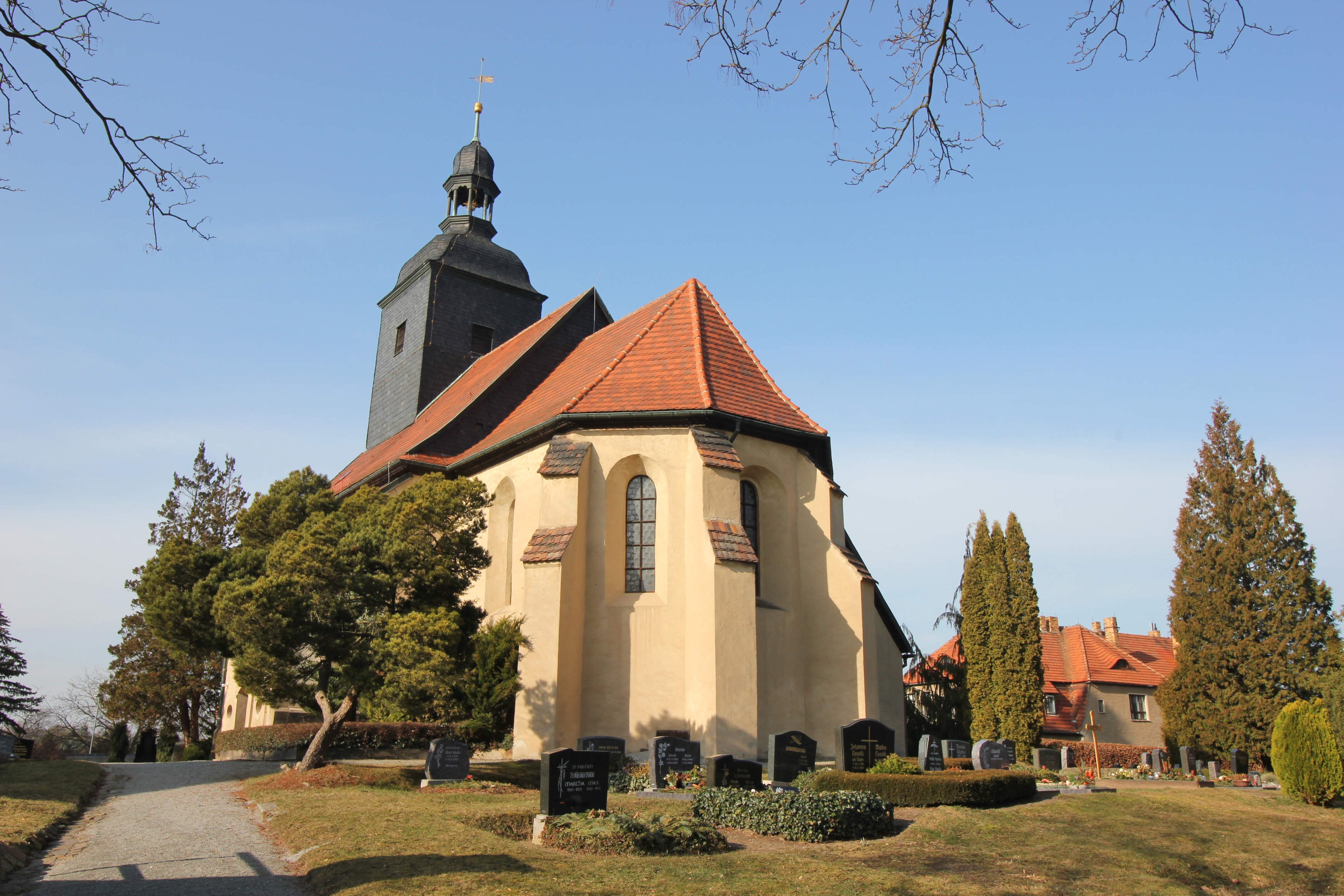
Ostschluss der Kirche (2023)

Die St.-Georgs-Kirche ist ein dem heiligen Georg geweihtes Kirchengebäude im Ortsteil Gebelzig der Gemeinde Hohendubrau im Landkreis Görlitz im Osten von Sachsen. Es gehört der Kirchengemeinde Gebelzig im Kirchenkreis Schlesische Oberlausitz, der Teil der Evangelischen Kirche Berlin-Brandenburg-schlesische Oberlausitz ist. Die heutige Kirche wurde im 15. Jahrhundert gebaut und steht aufgrund ihrer bau- und ortsgeschichtlichen Bedeutung unter Denkmalschutz.

## Architektur und Geschichte
Die Kirche in Ober Gebelzig wurde in der Kirchenmatrikel des Bistums Meißen erstmals erwähnt, die heutige Kirche wurde im 15. Jahrhundert gebaut. Die Unterteilung in Turmbereich, Kirchenschiff und Altarraum ist bereits an der äußeren Gestaltung zu erkennen. Der eingezogene Altarraum hat einen Fünfachtelschluss mit Strebepfeilern und ein abgewalmtes Dach, an der Nordwand ist die Sakristei angebaut. Die Fenster sind rundbogig. Das Kirchenschiff ist mit einem Satteldach überzogen, an der Südseite wurde 1728 eine zweigeschossige Patronatsloge angebaut. Sowohl am Schiff als auch an der Loge gibt es jeweils ein mit Segmentbögen abgeschlossenes Eingangsportal, über dem sich zwei verkürzte Rundbogenfenster befinden. An der Nordseite geht das Rundbogenfenster über alle Geschosse.

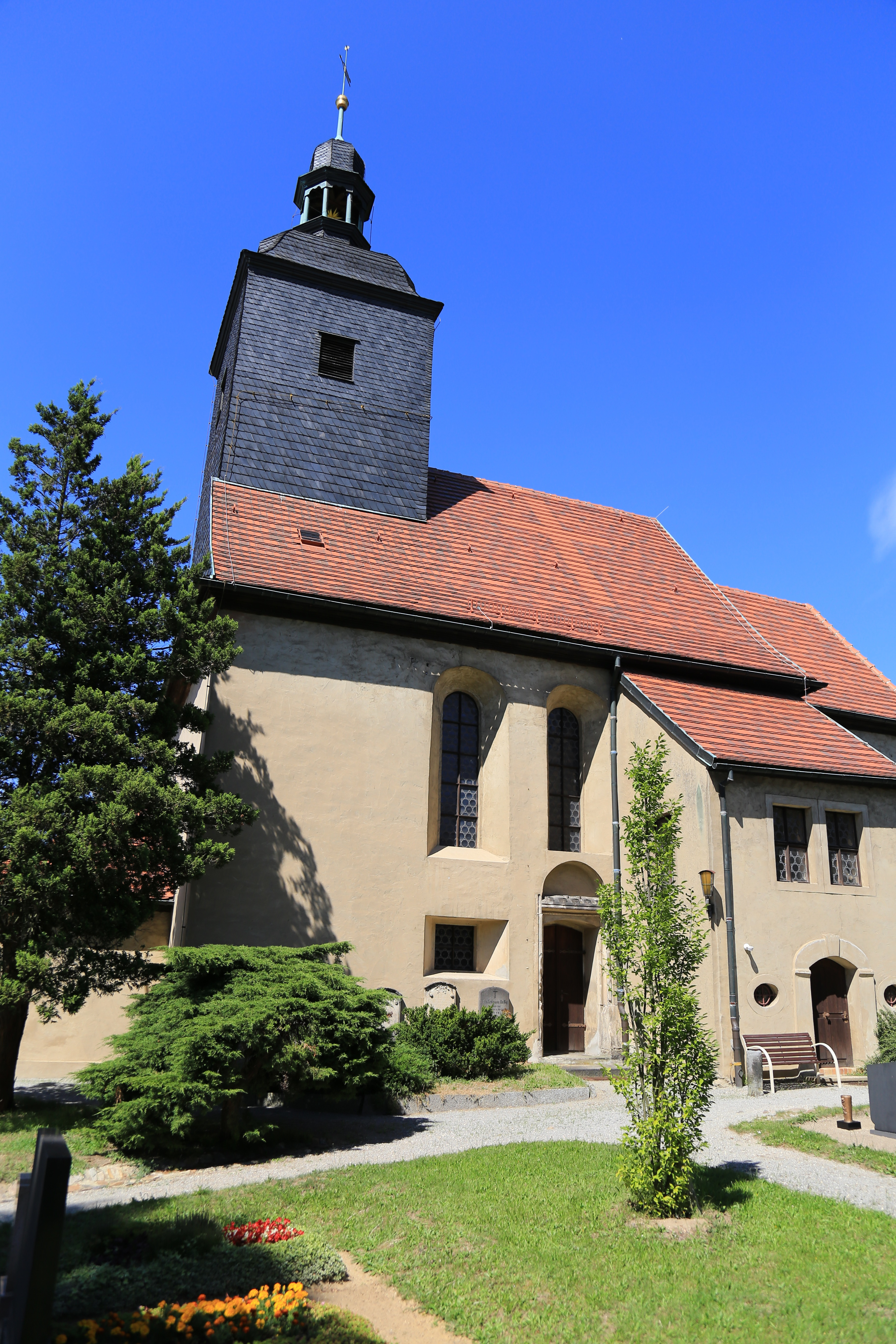
Südseite der Kirche mit Patronatsloge und Turm

Auf dem westlichen Teil des Dachs wurde im Jahr 1703 ein quadratischer Dachturm mit Schieferverkleidung aufgesetzt. Auf jeder Seite liegt eine Schallöffnung. Abgeschlossen wird der Turm durch eine ebenfalls verschieferte Zwiebelhaube mit Laterne und Wetterfahne. Im Innenraum ist das Kirchenschiff flach gedeckt, die hölzerne Decke im Altarraum sowie die Decke in der Sakristei sind tonnengewölbt. Die heutige Innengestaltung wurde größtenteils zwischen 1720 und 1738 hergestellt. An der Nord- und Westseite stehen seit 1703 zweigeschossige Emporen. 1899 wurde die Kirche erstmals restauriert, bei einer weiteren Sanierung zwischen 1966 und 1969 wurde eine spätgotische Wandmalerei freigelegt. 1982 wurde die Kirche in Gebelzig erneut saniert.

## Ausstattung
Zur Ausstattung der Kirche in Gebelzig gehört ein hölzerner Portikuskanzelaltar mit Stifterwappen, der zwischen 1722 und 1731 gebaut worden sein muss. An allen Innenwänden wurde eine spätgotische Wandmalerei frei gelegt, die den Drachenkampf des heiligen Georg zeigt, im Hintergrund ist eine ummauerte Stadt abgebildet. Die Wandmalerei wird teilweise durch die nachträglich eingebauten Emporen verdeckt. Die Kirchenglocken wurden im 15. Jahrhundert in Tetta gegossen und befanden sich bis zum Bau des Dachturms im Jahr 1703 in einem Glockenturm neben der Kirche. Während des Zweiten Weltkrieges wurden die Glocken vorübergehend abmontiert, um eine Beschlagnahmung zu verhindern. Die Orgel auf neun Registern wurde möglicherweise von Heinrich Schlag gebaut, sie wurde 2009 von der Firma Soldan aus Niesky restauriert.

## Kirchengemeinde

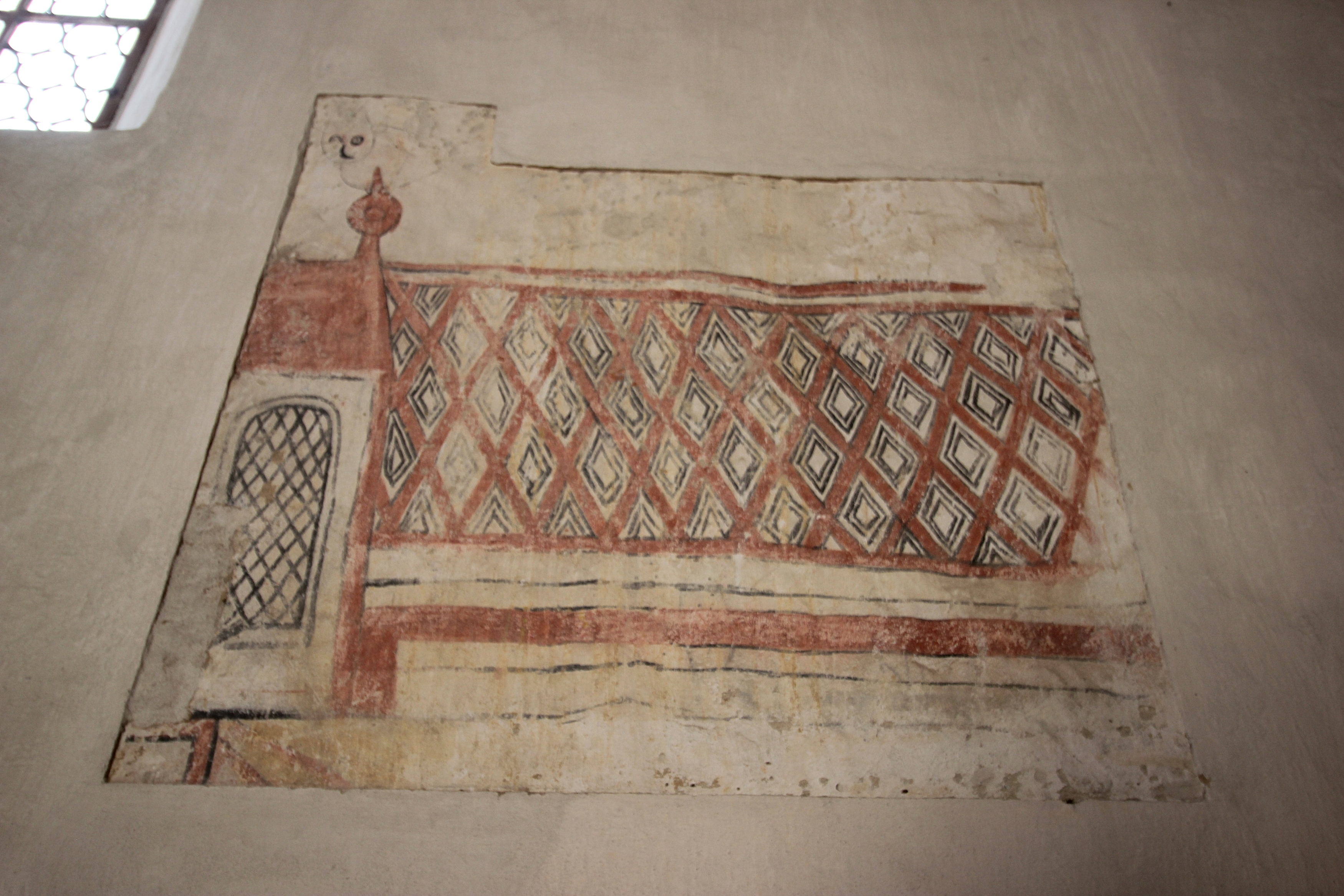
Spätgotische Wandmalerei im Kirchenschiff

Zu Beginn des 16. Jahrhunderts war die Kirche in Ober Gebelzig eine Pfarrkirche im Sedes Reichenbach, 1540 wurde in der Kirchengemeinde die Reformation eingeführt. Neben dem Pfarrdorf Ober Gebelzig gehörten damals noch die Ortschaften Nieder Gebelzig, Groß Saubernitz, Jerchwitz, Ober Prauske, Sandförstgen und Steinölsa zur Kirchengemeinde. Erster evangelischer Pfarrer war Thomas Platen. Im Jahr 1646 wurde die Kirche Groß Radisch eine Filialkirche von Gebelzig, bereits 1659 löste Groß Radisch sich wieder von Gebelzig los und wurde eine eigenständige Pfarrgemeinde. Das Dorf Steinölsa wurde 1849 von Gebelzig in die Kirchengemeinde Kollm umgepfarrt.
Die Kirchengemeinde Gebelzig liegt am Rand des sorbischen Sprachgebietes. Von 1698 bis zu seinem Tod im Jahr 1735 war Matthäus Jockisch/Matej Jokuš, der zwischen 1716 und 1727 an der Übersetzung der ersten sorbischen Gesamt-Bibel mitgewirkt hatte, als Pfarrer in Gebelzig tätig. Ihm wird mit einer Tafel im Eingangsbereich gedacht. Bis 1873 fanden die sorbischsprachigen Gottesdienste stets vor den deutschsprachigen Messen statt, seitdem erfolgte ein wöchentlicher Wechsel in der Abfolge. Als der sorbische Volkskundler Arnošt Muka die Kirchengemeinde in den 1880er Jahren besuchte, waren knapp 70 Prozent der Einwohner Sorben. Es gab 698 sorbische und 540 deutsche Beichtgänger, der Konfirmandenunterricht erfolgte 1884 bereits ausschließlich auf Deutsch. Der letzte Gottesdienst in sorbischer Sprache fand im Jahr 1942 statt.
Bis 1945 gehörte Gebelzig zur Evangelischen Landeskirche der älteren Provinzen Preußens, nach deren Zerfall kam Gebelzig zur Evangelischen Kirche in Schlesien, die später in Evangelischen Kirche der schlesischen Oberlausitz umbenannt wurde. Dort gehörte die Kirchengemeinde Gebelzig zum Kirchenkreis Niesky. Im Januar 2004 schlossen sich die Evangelische Kirche der schlesischen Oberlausitz und die Evangelische Kirche in Berlin-Brandenburg zur Evangelischen Kirche Berlin-Brandenburg-schlesische Oberlausitz zusammen; am 1. Januar 2007 erfolgte die Fusion der Kirchenkreise Niesky, Görlitz und Weißwasser zum Kirchenkreis Niederschlesische Oberlausitz. Dieser ging am 1. Januar 2014 durch Vereinigung mit dem Kirchenkreis Hoyerswerda im Kirchenkreis Schlesische Oberlausitz auf.

## Galerie

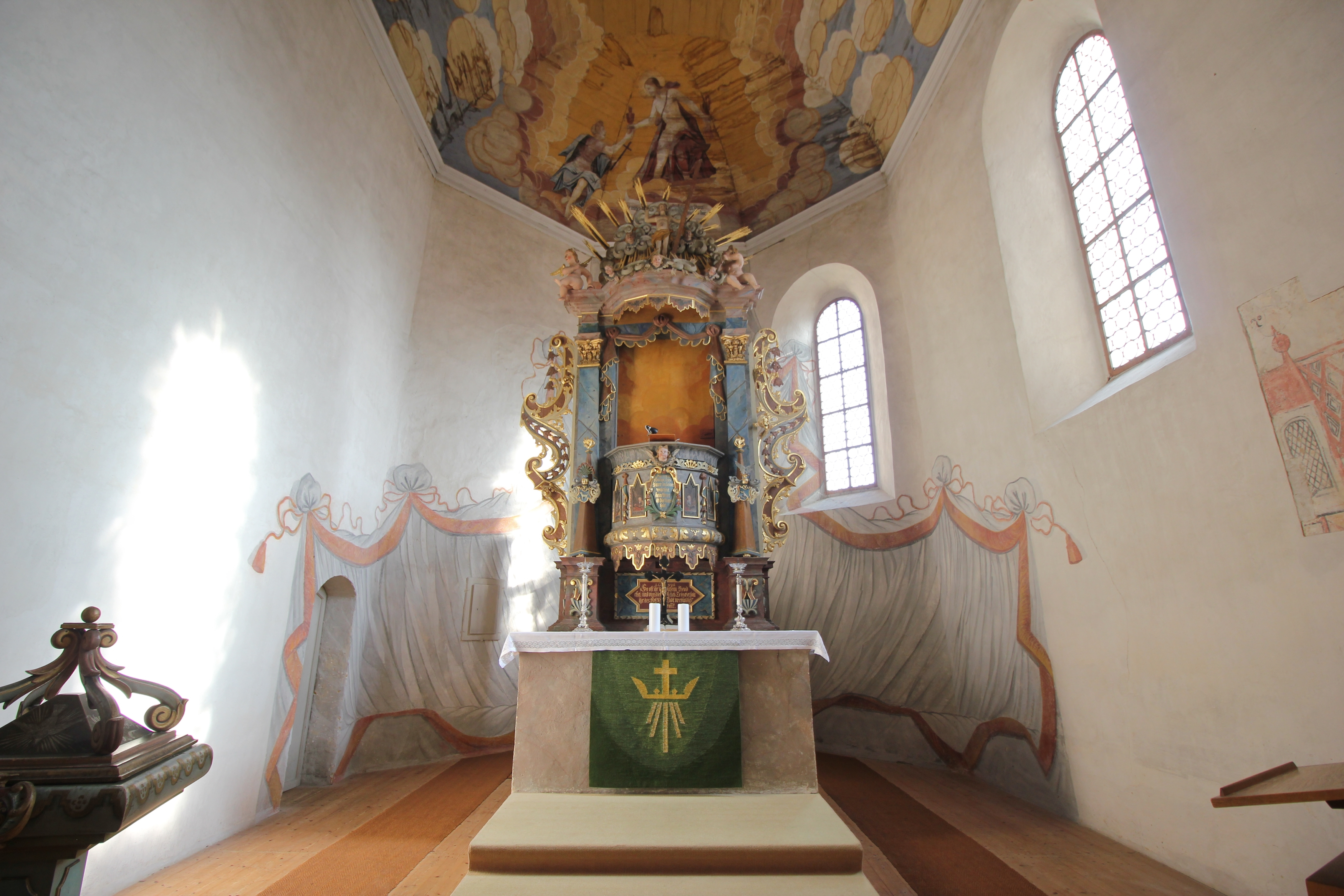
Kanzelaltar
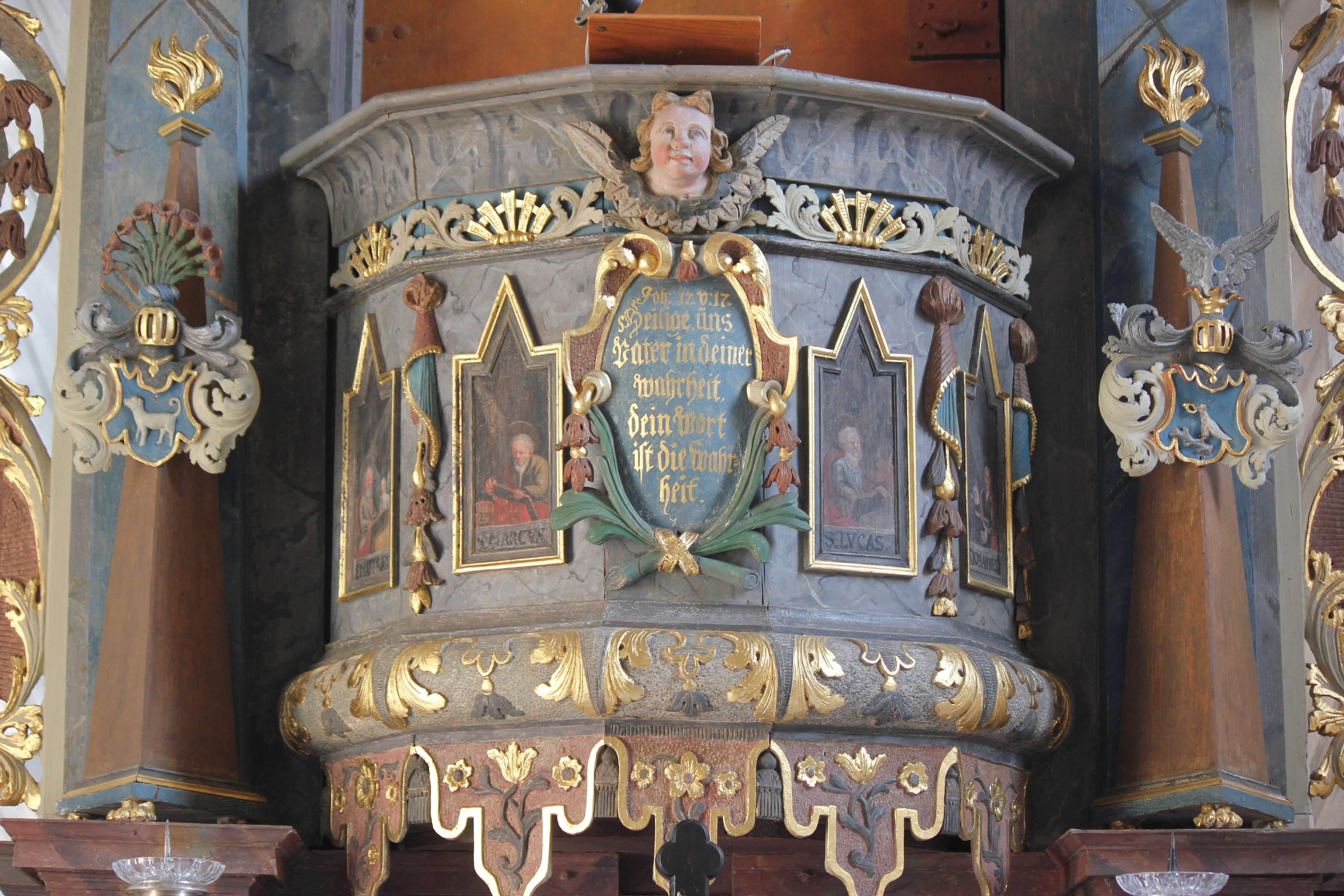
Kanzel
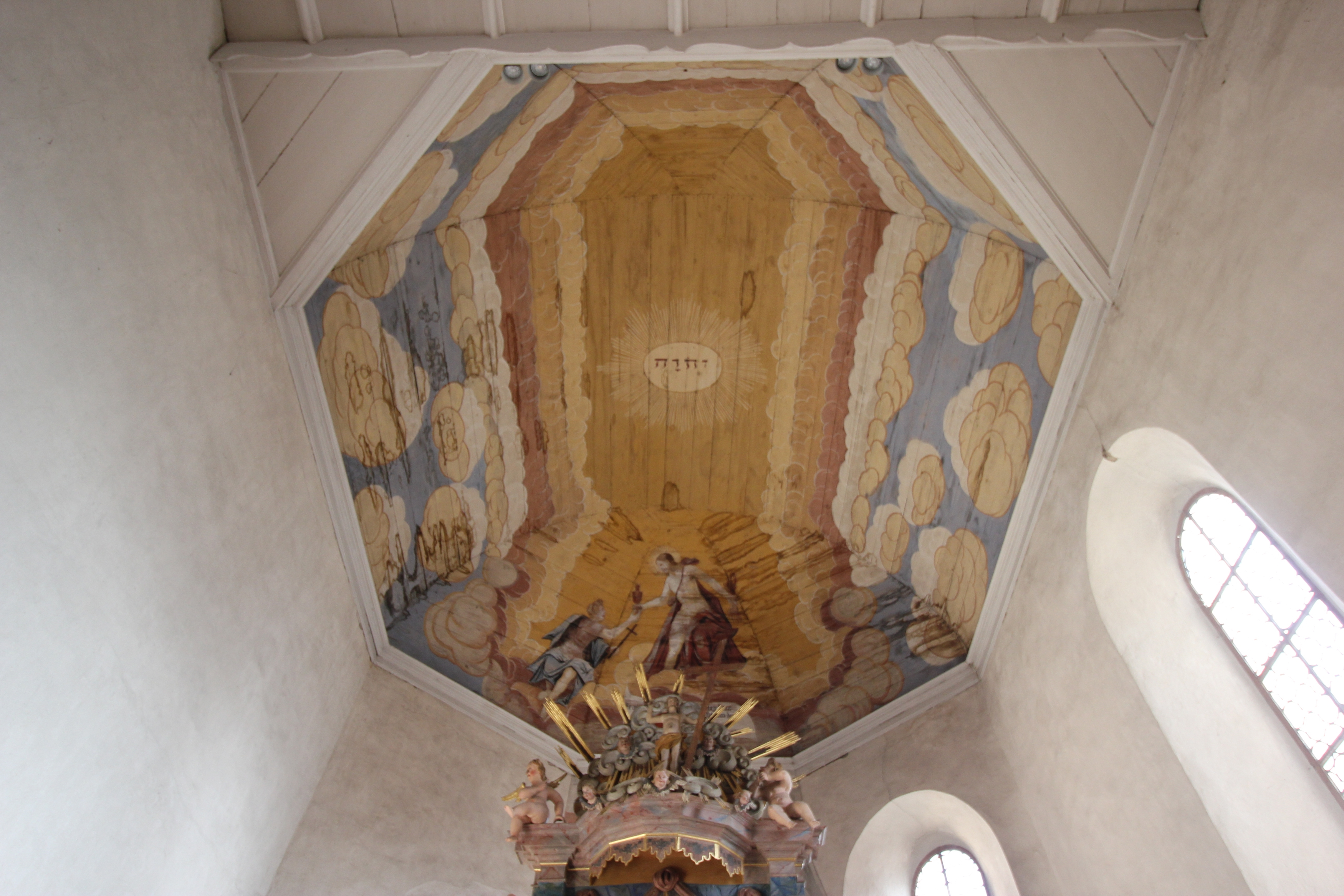
Holzdecke
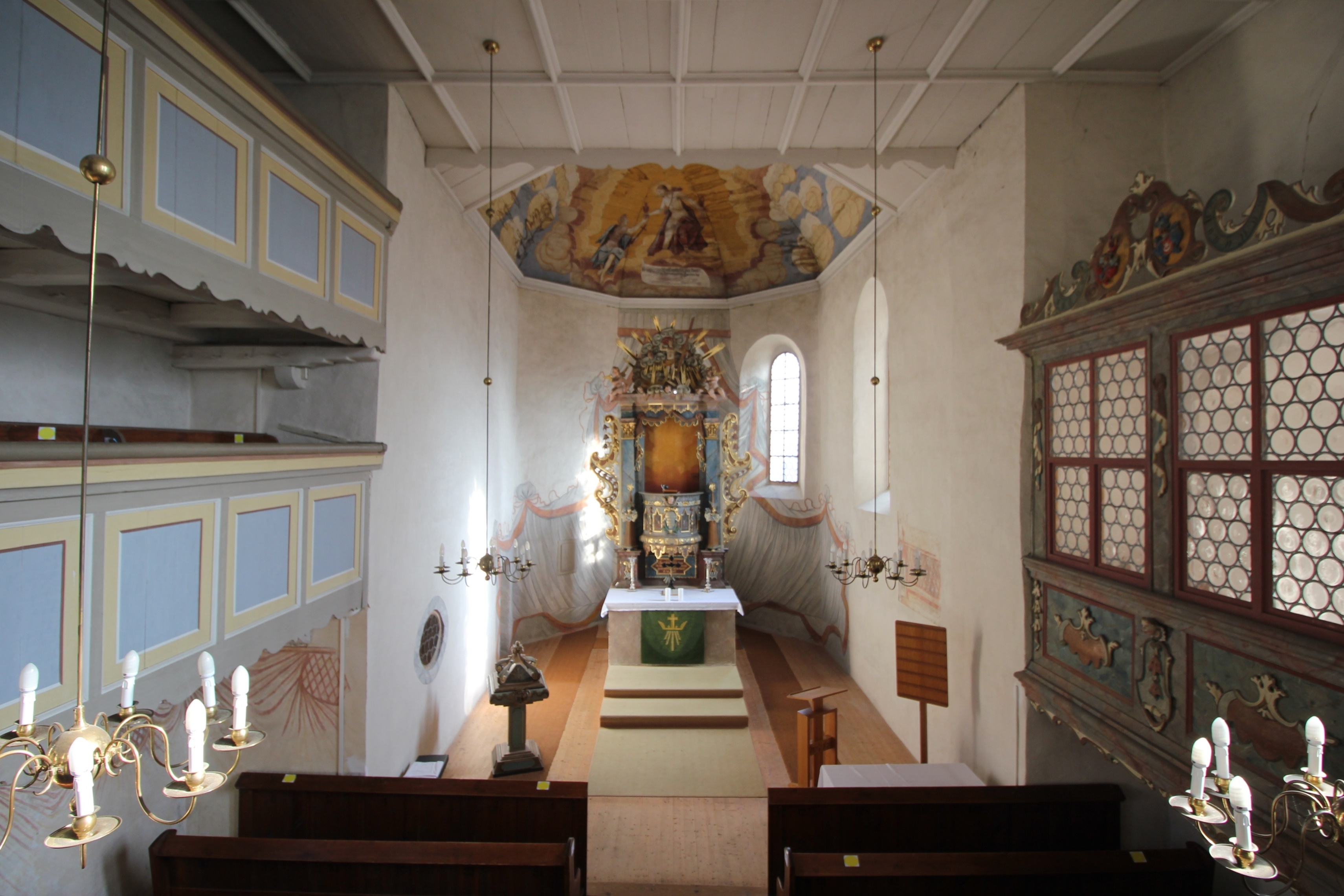
Kirchenschiff mit Emporen und Loge
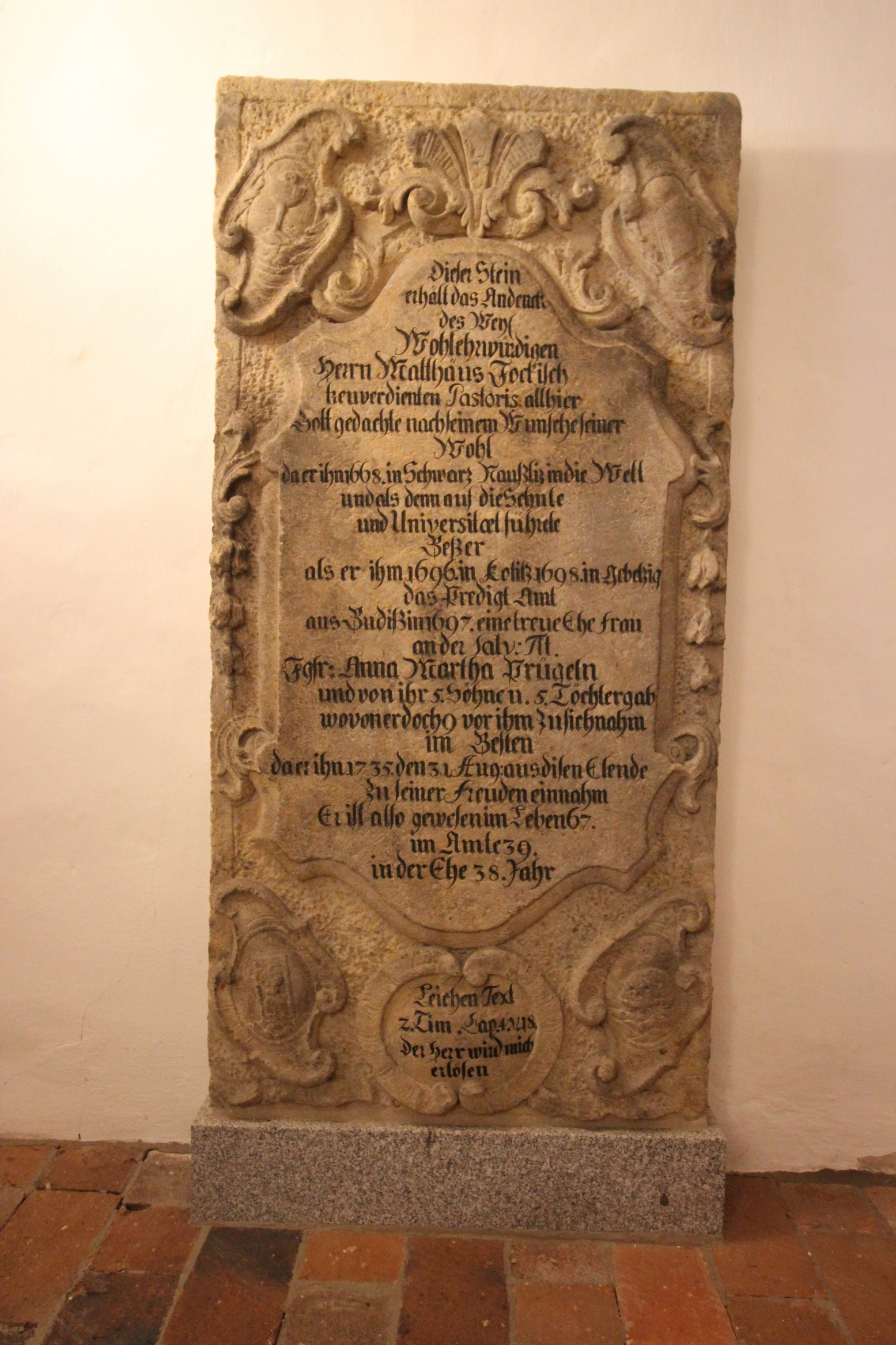
Epitaph von Matthäus Jockisch